# Kuntur Wasi
Kuntur Wasi est un site archéologique situé dans la ville de San Pablo, chef lieu de la province de  San Pablo, l'une des 13 provinces du département de Cajamarca, au Pérou.
En quechua : Kuntur Wasi (de kuntur le « condor » et de wasi, la « maison ») signifie « Maison du Condor ».

## Histoire
Selon l'archéologue japonais, Yoshio Onuki (né en 1937), chercheur principal de ce site archéologique, Kuntur Wasi a une existence pré-Chavín, mais plus tard a été grandement influencé, non seulement par la culture Chavín (1000 av. J.-C. à 200 av. J.-C.), mais aussi par l'art Cupisnique (1200 av. J.-C. à 200 av. J.-C.), en particulier dans son orfèvrerie et sa céramique.
La région de Kuntur Wasi a été occupée de 1200 av. J.-C. à 50 av. J.-C. mais on estime que ce sanctuaire a été construit vers 1000 av. J.-C. et occupée jusqu'à 700 av. J.-C. Il a traversé les périodes suivantes :
- Phase idole : Construction du centre cérémoniel avec des sols enduits de chaux blanche. Dans cette phase, il existe une certaine relation avec Huacaloma et Pacopampa.
- Phase Kuntur : Construction d'un nouveau complexe cérémoniel en forme de U. La céramique fine et l'orfèvrerie sont développées.
- Phase Coupe  : Modification du complexe architectural cérémoniel initial et rénovation du système de caniveaux.
- Phase Sotera : Il existe une relation avec la  Phase Layzón  de la vallée de Cajamarca. C'est l'époque du déclin de Kuntur Wasi.

Le site a été découvert pour la première fois en 1945 par l'archéologue péruvien Julio C. Tello, mais ce n'est qu'en 1989, que des scientifiques de l'Université de Tokyo ont fouillé quatre tombes de Kuntur Wasi.

## Description
Kuntur Wasi est construit au sommet d'une colline connue sous le nom de La Copa (la coupe). Le site est composé de plateformes en gradins, d'un ensemble de bâtiments quadrangulaires, d'une cour quadrangulaire en contrebas avec quatre escaliers décorés de monolithes sur la dernière marche et de structures funéraires.
Au cours des fouilles quatre tombes ont été trouvées sur la première plateforme principale. Elles contenaient des bouteilles-étriers, des compotiers et des cruches en céramique cupisnique, ainsi que des pièces d'orfèvrerie portant des éléments décoratifs liés à Chongoyape dans la vallée de Lambayeque.
Dans l'une des tombes, un personnage important appartenant à la caste sacerdotale avait été enterré en position accroupie sur un plancher couleur cinabre avec une couronne en feuilles d'or ornée de deux rangs superposés de sept visages, que les archéologues ont nommé « couronne aux quatorze visages ».
Dans une seconde tombe il y avait les restes d'un jeune homme avec des bouchons d'oreilles ornées de disques d'or et de perles lithiques.
La troisième tombe contenait une couronne en or, deux pectoraux rectangulaires tous décorés de motifs de jaguar en relief, un pectoral en forme de H et un pectoral avec un motif mythologique. Enfin, la dépouille d'une vieille femme accompagnée de 7 000 perles de pierre et de coquillage (spondylus) et de 21 feuilles d'or et d'argent en forme d'oiseau.

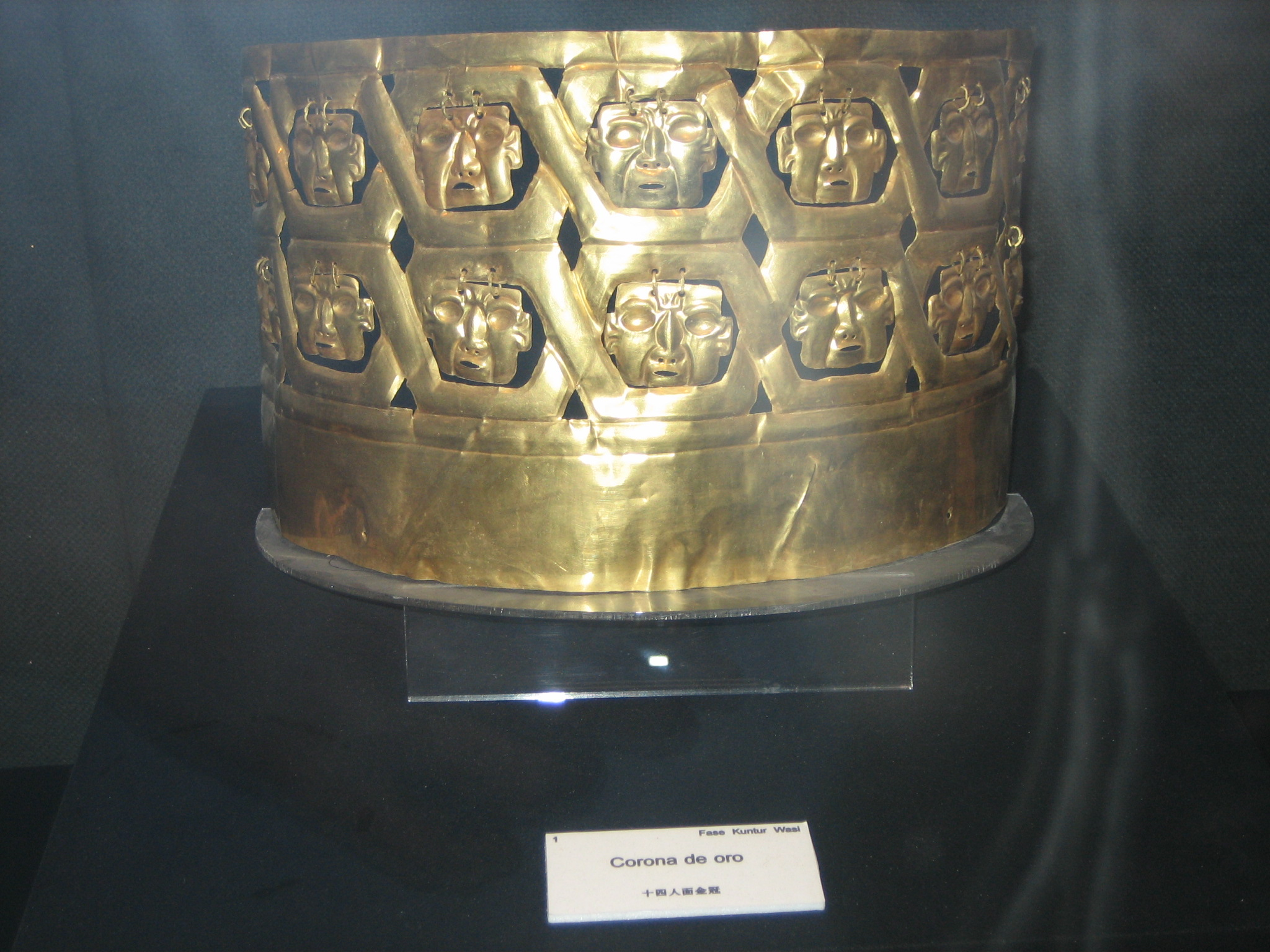
La couronne de quatorze faces faisait partie des objets funéraires de l'élite dirigeante.

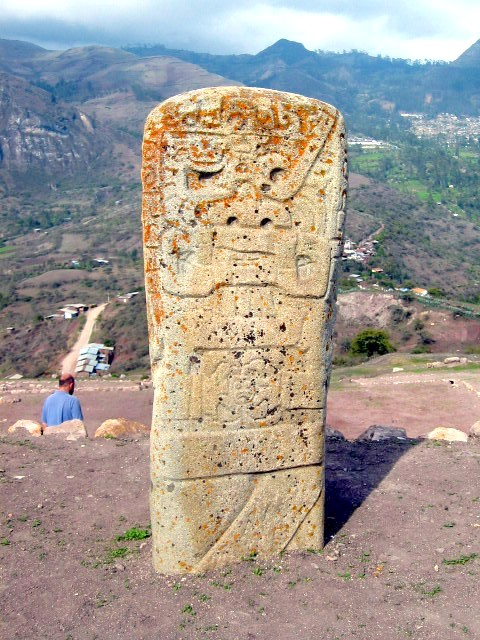
Monolithe chavín sur l'une des plates-formes de Kuntur Wasi.

Dans le sol d'une pièce, il y a une figure anthropomorphe en argile, d'environ 75 cm de hauteur, peinte en rouge cinabre, vert malachite, noir, jaune et rose. Son visage a de grands yeux carrés et une large bouche avec des canines proéminentes.
Des lithosculptures ont été trouvées, sculptées avec des motifs de serpent et de félins similaires au style Chavín.
Les artéfacts présentés in situ sont des reproductions, les originaux ayant été transférés dans les musées.
Depuis le début de la mission archéologique de l'Université de Tokyo, huit tombes ont été découvertes dans la région.
À partir du hameau de Kuntur Wasi, un chemin mène au site à moins d'un kilomètre. Le musée de Kuntur Wasi situé au départ du sentier est géré par les citoyens des environs. Il a ouvert ses portes en 1994.